# Пеґлово-Весь
Пеґлово-Весь (пол. Piegłowo-Wieś) — село в Польщі, у гміні Шидлово Млавського повіту Мазовецького воєводства.
Населення — 109 осіб (2011).
У 1975-1998 роках село належало до Цехановського воєводства.

## Демографія
Демографічна структура станом на 31 березня 2011 року:
|          | Загалом | Допрацездатний вік | Працездатний вік | Постпрацездатний вік |
| -------- | ------- | ------------------ | ---------------- | -------------------- |
| Чоловіки | 60      | 11                 | 44               | 5                    |
| Жінки    | 49      | 10                 | 27               | 12                   |
| Разом    | 109     | 21                 | 71               | 17                   |